# Gai
Gai is een plaats en voormalige gemeente in de Oostenrijkse deelstaat Stiermarken. Sinds 2013 is het een ortschaft van de stad Trofaiach, die deel uitmaakt van het district Leoben.

De gemeente Gai telde begin 2012 1781 inwoners. In 2013 ging ze samen met Hafning bei Trofaiach op in Trofaiach.

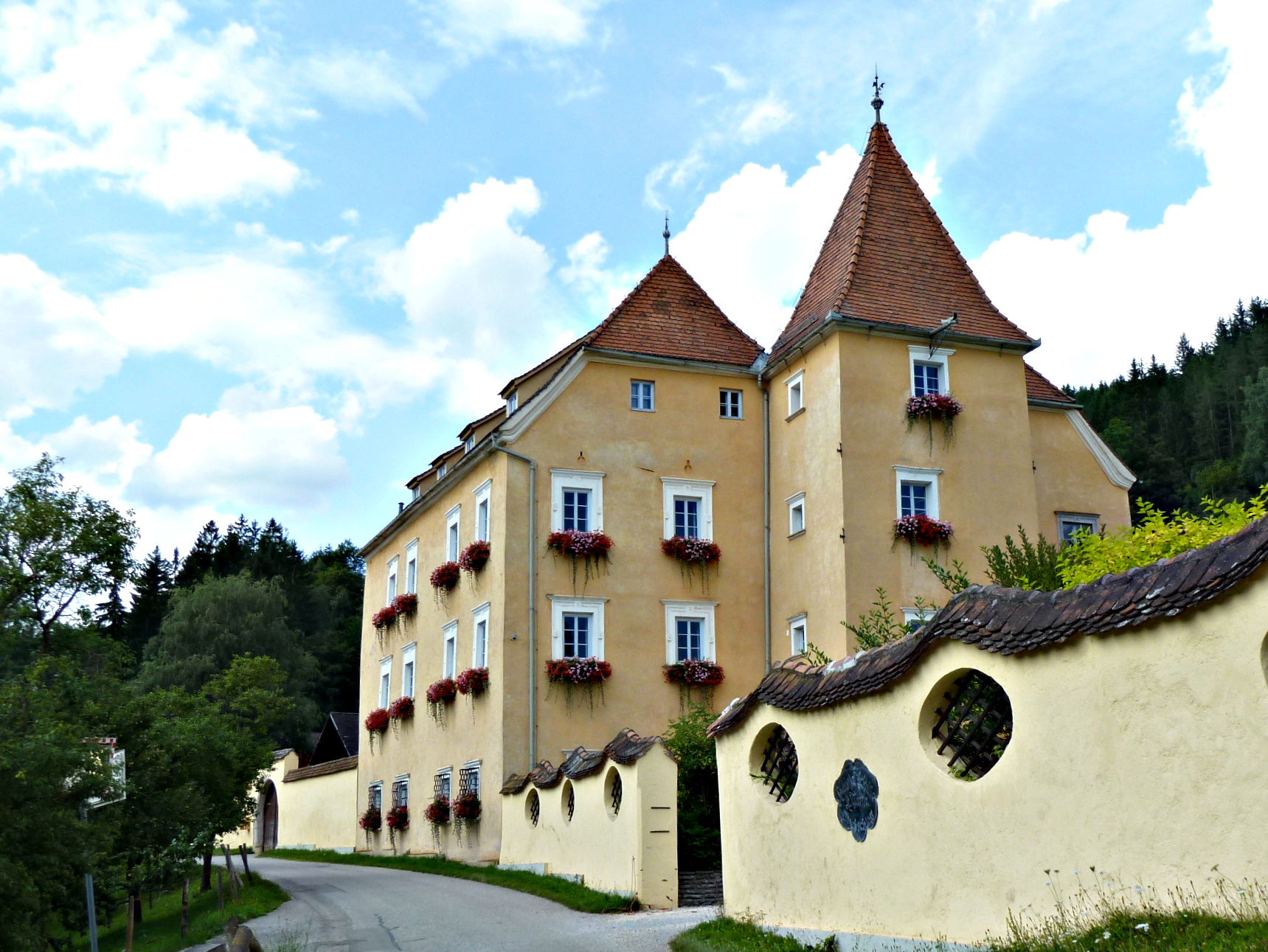

Stadsgemeenten:
Eisenerz ·
Leoben ·
Trofaiach

Marktgemeenten:
Kalwang ·
Kammern im Liesingtal ·
Kraubath an der Mur ·
Mautern in Steiermark ·
Niklasdorf ·
Sankt Michael in Obersteiermark ·
Sankt Peter-Freienstein ·
Vordernberg

Overige gemeenten:
Proleb ·
Radmer ·
Sankt Stefan ob Leoben ·
Traboch ·
Wald am Schoberpaß